# Linderniaceae
Classification APG III (2009)
Famille
Les Linderniaceae (ou Linderniacées) sont une famille de plantes à fleurs dicotylédones de l'ordre des Lamiales. Elle comprend environ 265 espèces réparties en 25 genres. Ce sont des petites plantes herbacées à feuilles opposées, dentées, originaires des zones tropicales à tempérées, principalement du Nouveau Monde.
Certaines espèces de Torenia sont cultivées comme plantes ornementales.

## Étymologie
Le nom vient du genre type Lindernia, qui porte le nom du médecin et botaniste franco-allemand Franz Balthasar von Lindern (de) (1682–1755), connu pour ses travaux sur les maladies sexuellement transmissibles Der Venus-Spiegel ( « le miroir de Vénus »). 
En tant que botaniste, il fut directeur du Jardin botanique de Strasbourg et, en 1728, publia une flore d'Alsace selon le système de Joseph Pitton de Tournefort d’où le nom de sa flore Tournefortius Alsaticus réédité en 1747 sous le titre Hortus alsaticus.

## Classification
En classification classique de Cronquist (1981), cette famille n'existe pas, les genres se répartissant dans diverses familles dont les Plantaginaceae et les Scrophulariaceae. 
Cette famille a été introduite par la classification phylogénétique APG III (2009).

## Liste des genres
Selon Angiosperm Phylogeny Website (7 Jul 2010) :
- Artanema D. Don (placé dans Plantaginaceae par NCBI)
- Bampsia Lisowski & Mielcarek
- Chamaegigas Dinter
- Craterostigma Hochstetter
- Crepidorhopalon Eb. Fischer
- Hartliella Eb. Fischer
- Hemiarrhena Bentham
- Legazpia Blanco
- Lindernia Allioni
- Micranthemum Michaux (placé dans Plantaginaceae par NCBI)
- Picria Loureiro
- Pierranthus Bonati
- Schizotorenia Yamazaki
- Scolophyllum T. Yamazaki
- Stemodiopsis Engler (placé dans Scrophulariaceae par NCBI)
- Torenia Linnaeus

Selon NCBI (7 Jul 2010) :
- Craterostigma
- Crepidorhopalon
- Lindernia
- Picria
- Torenia

## Liste des espèces
Selon NCBI (7 Jul 2010) :
- genre Craterostigma
  - Craterostigma hirsutum
  - Craterostigma plantagineum
  - Craterostigma pumilum
- genre Crepidorhopalon
  - Crepidorhopalon sp. KM-2004
- genre Lindernia
  - Lindernia acicularis
  - Lindernia antipoda
  - Lindernia brevidens
  - Lindernia crustacea
  - Lindernia dubia
  - Lindernia micrantha
  - Lindernia microcalyx
  - Lindernia nummulariifolia
  - Lindernia philcoxii
  - Lindernia rotundifolia
  - Lindernia setulosa
  - Lindernia subracemosa
- genre Picria
  - Picria fel-terrae
- genre Torenia
  - Torenia baillonii
  - Torenia concolor
  - Torenia fournieri
  - Torenia hybrid cultivar
  - Torenia polygonoides
  - Torenia vagans
  - Torenia sp.